# C0-Funktion

Normalverteilungen werden durch stetige Dichtefunktionen beschrieben, die zwar nie den Wert 0 annehmen, aber im Unendlichen verschwinden.

Auch die Dichtefunktion einer zweidimensionalen Normalverteilung verschwindet im Unendlichen: Jede feste Höhe wird nur innerhalb eines Kreises mit endlichem Radius überschritten.

In der Mathematik ist eine {\displaystyle C_{0}}-Funktion eine stetige Funktion, die anschaulich betrachtet im Unendlichen verschwindet. Die Menge aller {\displaystyle C_{0}}-Funktionen bildet einen normierten Raum.

## Definition
Sei {\displaystyle X} ein topologischer Raum (beispielsweise die reellen Zahlen {\displaystyle \mathbb {R} } oder der {\displaystyle \mathbb {R} ^{n}}). Eine Funktion {\displaystyle f\colon X\to \mathbb {K} } mit {\displaystyle \mathbb {K} =\mathbb {R} } oder {\displaystyle \mathbb {K} =\mathbb {C} } verschwindet im Unendlichen genau dann, wenn für jede Umgebung {\displaystyle U\subset \mathbb {K} } der Null eine kompakte Teilmenge (im Falle des {\displaystyle \mathbb {R} ^{n}} eine beschränkte Teilmenge) {\displaystyle K} von {\displaystyle X} existiert, sodass das Bild {\displaystyle f(X\setminus K)} Teilmenge von {\displaystyle U} ist. Ist {\displaystyle f} zudem stetig, so nennt man {\displaystyle f} eine {\displaystyle C_{0}}-Funktion. Die Menge aller dieser Funktionen wird mit {\displaystyle C_{0}(X,\mathbb {K} )} oder – falls keine Missverständnisse zu befürchten sind – mit {\displaystyle C_{0}(X)} bezeichnet. 
Man betrachtet diesen Begriff dabei nur für lokalkompakte Hausdorffräume, denn für einen nicht lokalkompakten Hausdorffraum müssten alle Punkte ohne eine kompakte Umgebung Nullstellen einer jeden {\displaystyle C_{0}}-Funktion sein: Keine Umgebung des jeweiligen Punktes ist in einem Kompaktum enthalten, somit werden in jeder Umgebung von der Funktion Werte beliebig nahe der Null angenommen, aufgrund der Stetigkeit ist der Punkt damit Nullstelle. Somit wäre etwa in jedem nicht lokalkompakten, homogenen Hausdorffraum – typisches Beispiel wäre ein unendlichdimensionaler normierter Raum (siehe auch Kompaktheitssatz von Riesz) – jede {\displaystyle C_{0}}-Funktion gleich 0. Daher sei im Folgenden {\displaystyle X} stets lokalkompakt und Hausdorffsch.
Abstraktere Definition: {\displaystyle f\in C(X)} ({\displaystyle C(X)} sei der Raum aller stetigen Funktionen auf {\displaystyle X}) ist genau dann eine {\displaystyle C_{0}}-Funktion, wenn {\displaystyle X} kompakt ist oder der Bildfilter unter {\displaystyle f} des Filters {\displaystyle {\mathfrak {F}}}, der von den Komplementen kompakter Teilmengen von {\displaystyle X} erzeugt wird, gegen 0 konvergiert.

## Beispiele
- Jede reelle Funktion, die außerhalb einer beschränkten Menge 0 ist, verschwindet im Unendlichen. Ist sie stetig, ist sie eine {\displaystyle C_{0}}-Funktion.
- Allgemeiner ist jede stetige Funktion mit kompaktem Träger eine {\displaystyle C_{0}}-Funktion.
- Insbesondere ist auch jede stetige Funktion auf einem kompakten Raum eine {\displaystyle C_{0}}-Funktion.
- Die Dichtefunktion einer Normalverteilung, im Wesentlichen {\displaystyle x\mapsto \exp(-x^{2})} zuzüglich Skalierungen und Verschiebungen, ist eine {\displaystyle C_{0}}-Funktion.
- Eine Funktion {\displaystyle f\colon \mathbb {R} \to \mathbb {R} } ist genau dann eine {\displaystyle C_{0}}-Funktion, wenn sie stetig ist und {\displaystyle \textstyle \lim _{x\to +\infty }f(x)=\lim _{x\to -\infty }f(x)=0} gilt.
- Sei {\displaystyle X} diskret. Die kompakten Mengen sind dann genau die endlichen Mengen. Das heißt, eine Funktion liegt genau dann in {\displaystyle C_{0}(X)}, wenn sie für jedes {\displaystyle \varepsilon } nur endlich viele Male einen Wert annimmt, der betragsmäßig größer als {\displaystyle \varepsilon } ist. Die Forderung nach Stetigkeit ist in diesem Fall keine Einschränkung, da jede Funktion auf einem diskreten Raum stetig ist. Man bezeichnet {\displaystyle C_{0}(X)} dann als {\displaystyle c_{0}(X)}, wobei {\displaystyle X} eine beliebige Menge sei, die topologische Struktur also nicht vorausgesetzt wird. Für {\displaystyle X=\mathbb {N} } ist dies gerade der Folgenraum {\displaystyle c_{0}} aller Nullfolgen.
- Ist {\displaystyle X} nicht kompakt, so ist die konstante Funktion mit Wert 1 stetig, aber nicht {\displaystyle C_{0}}.

## Normierter Raum
Die Summe von zwei {\displaystyle C_{0}}-Funktionen ist wiederum eine {\displaystyle C_{0}}-Funktion, ebenso das punktweise Produkt mit einer reellen bzw. komplexen Zahl. Damit bildet {\displaystyle C_{0}(X)} einen Vektorraum. Zudem ist jede {\displaystyle C_{0}}-Funktion beschränkt: Sei hierfür {\displaystyle K} ein Kompaktum, dessen Existenz nach Definition garantiert ist, sodass außerhalb dieses Kompaktums die Funktion betragsmäßig kleiner als eine beliebige positive reelle Zahl wird. Somit ist die Funktion außerhalb des Kompaktums beschränkt. Innerhalb des Kompaktums ist sie ebenfalls beschränkt, da eine stetige Funktion auf einem Kompaktum stets beschränkt ist. Somit ist die Funktion auf dem ganzen Raum beschränkt. Daher lässt sich der Raum {\displaystyle C_{0}(X)} mit der Supremumsnorm {\displaystyle \|\cdot \|_{\infty }} ausstatten. {\displaystyle C_{0}(X)} wird damit zu einem normierten Raum. Dieser ist vollständig bezüglich der Norm und somit ein Banachraum. Er kann als abgeschlossener Untervektorraum, d. h. als Unterbanachraum, des Raumes aller beschränkter Funktionen mit der Supremumsnorm aufgefasst werden.
Die stetigen Funktionen mit kompaktem Träger {\displaystyle C_{c}(X)} bilden einen dichten Untervektorraum von {\displaystyle C_{0}(X)}. Man sieht leicht ein, dass jeder gleichmäßige Limes (d. h. bezüglich der Supremumsnorm) von {\displaystyle C_{c}}-Funktionen eine {\displaystyle C_{0}}-Funktion ist. Umgekehrt nutzt man die Tatsache aus, dass in einem lokalkompakten Raum für jede kompakte Teilmenge {\displaystyle K} eine stetige Funktion {\displaystyle g\colon X\to [0,1]} mit kompaktem Träger existiert, die auf {\displaystyle K} den Wert 1 annimmt (siehe auch Zerlegung der Eins): Sei {\displaystyle f\in C_{0}(X)}, {\displaystyle \varepsilon >0} und {\displaystyle |f(x)|<\varepsilon } für {\displaystyle x\notin K}. Wähle eine Funktion {\displaystyle g} wie oben beschrieben. Dann ist {\displaystyle fg\in C_{c}(X)} und {\displaystyle \|fg-f\|_{\infty }<\varepsilon }. Beispiel: Im Fall von Folgenräumen bezeichnet man {\displaystyle C_{c}(\mathbb {N} )}, {\displaystyle \mathbb {N} } versehen mit der diskreten Topologie, als {\displaystyle c_{00}}, das ist die Menge aller Folgen, die schlussendlich nur noch den Wert 0 annehmen. Diese ist dicht im Raum der Nullfolgen {\displaystyle c_{0}}.

## Algebra
Das punktweise Produkt von zwei {\displaystyle C_{0}}-Funktionen ist wiederum eine {\displaystyle C_{0}}-Funktion, somit bildet {\displaystyle C_{0}(X)} eine kommutative Algebra. Sogar das Produkt einer {\displaystyle C_{0}}-Funktion mit einer beliebigen beschränkten stetigen Funktion ist wiederum eine {\displaystyle C_{0}}-Funktion, womit sie ein abgeschlossenes Ideal in dem Raum der beschränkten Funktionen bilden. Offenbar gilt für {\displaystyle f,g\in C_{0}(X)} die Ungleichung {\displaystyle \|f\cdot g\|_{\infty }\leq \|f\|_{\infty }\|g\|_{\infty }}. Daher ist {\displaystyle C_{0}(X)} eine Banach-Algebra. Sei nun {\displaystyle f^{*}} die punktweise komplexe Konjugation von {\displaystyle f} bzw. einfach nur {\displaystyle f} im reellen Fall, dann gilt {\displaystyle \|f^{*}f\|_{\infty }=\|f\|_{\infty }^{2}}. Daher bildet {\displaystyle C_{0}(X)} mit dieser Involution sogar eine kommutative C*-Algebra. Nach dem Satz von Gelfand-Neumark ist jede kommutative, komplexe C*-Algebra isomorph  zu einem Raum {\displaystyle C_{0}(X,\mathbb {C} )} für einen lokalkompakten Hausdorffraum {\displaystyle X}. Es ist {\displaystyle C_{c}(X)} ein Ideal in {\displaystyle C_{0}(X)}.

## Alexandroff-Kompaktifizierung
Sei in diesem Abschnitt {\displaystyle X} nicht kompakt. Der oben definierte Filter {\displaystyle {\mathfrak {F}}} konvergiert nicht auf {\displaystyle X}, wohl aber sein Bildfilter. Die Alexandroff-Kompaktifizierung {\displaystyle {\bar {X}}} des Raums {\displaystyle X} ist nun der Raum ergänzt um einen unendlich fernen Punkt {\displaystyle \infty }, gegen den dieser Filter konvergieren möge. Seine Umgebungen seien gerade die Elemente von {\displaystyle {\mathfrak {F}}} vereinigt mit {\displaystyle \{\infty \}}, {\displaystyle {\bar {\mathfrak {F}}}:=\{U\cup \{\infty \}\mid U\in {\mathfrak {F}}\}}. Dieser Raum ist kompakt und jede Funktion {\displaystyle f\in C_{0}(X)} lässt sich zu einer Funktion {\displaystyle {\bar {f}}\colon X\to \mathbb {K} } fortsetzen mit {\displaystyle f(\infty )=0}. Diese Fortsetzung ist stetig, denn das Bild von {\displaystyle {\bar {\mathfrak {F}}}} konvergiert gegen 0, das Bild von {\displaystyle \infty }. Umgekehrt lässt sich zeigen, dass sich eine Funktion auf einem lokalkompakten Hausdorffraum genau dann zu einer stetigen Funktion auf der Alexandroff-Kompaktifizierung fortsetzen lässt, wenn sie die Form {\displaystyle k+f} mit {\displaystyle k\in \mathbb {K} } und {\displaystyle f\in C_{0}(X)} hat.

## Satz von Stone-Weierstraß und Separabilität
Durch Fortsetzung auf die Alexandroff-Kompaktifizierung lässt sich der Satz von Stone-Weierstraß von stetigen Funktionen auf einem kompakten Raum auf die {\displaystyle C_{0}}-Funktionen auf einem lokalkompakten Raum übertragen: Es gilt, dass jede abgeschlossene, punktetrennende, involutive (d. h. auch unter der Konjugation abgeschlossene) Unteralgebra von {\displaystyle C_{0}(X)} entweder {\displaystyle C_{0}(X)} selbst oder eine Unteralgebra {\displaystyle \{f\in C_{0}(X)\mid f(x_{0})=0\}} für ein {\displaystyle x_{0}\in X} ist. Somit folgt wiederum, dass {\displaystyle C_{c}(X)} dicht in {\displaystyle C_{0}(X)} liegt.
Unter Verwendung des Satzes von Stone-Weierstraß lässt sich zeigen, dass {\displaystyle C_{0}(X)} genau dann separabel ist, wenn der Raum {\displaystyle X} das zweite Abzählbarkeitsaxiom erfüllt. Erfülle zunächst {\displaystyle X} das zweite Abzählbarkeitsaxiom. Man wähle nun eine abzählbare Basis {\displaystyle {\mathcal {B}}} der Topologie aus relativ kompakten Teilmengen, dies ist möglich, indem man aus einer abzählbaren Basis einfach alle nicht relativ kompakten Elemente streicht. Für {\displaystyle {\overline {U}}\subset V} mit {\displaystyle U,V\in {\mathcal {B}}} wähle eine stetige Funktion, die den Wert 1 auf {\displaystyle {\overline {U}}} und 0 außerhalb von {\displaystyle V} annimmt. So erhält man eine abzählbare Menge von {\displaystyle C_{c}}-Funktionen, die sich zu einer abzählbaren {\displaystyle \mathbb {Q} }- (bzw. {\displaystyle \mathbb {Q} [i]}- im komplexen Fall) Unteralgebra ergänzen lässt. Diese ist punktetrennend und an keinem Punkt stets 0, denn für {\displaystyle x,y\in X} gibt es Umgebungen {\displaystyle U,V\in {\mathcal {B}}} von {\displaystyle x} mit {\displaystyle {\overline {U}}\subset V}, die {\displaystyle y} nicht enthalten. Die entsprechende Funktion nimmt dann bei {\displaystyle x} den Wert 1 und bei {\displaystyle y} den Wert 0 an. Damit ist diese Unteralgebra nach dem Satz von Stone-Weierstraß dicht in {\displaystyle C_{0}(X)}. Umgekehrt folgt aus der Separabilität von {\displaystyle C_{0}(X)} auch, dass {\displaystyle X} das zweite Abzählbarkeitsaxiom erfüllt: Sei eine abzählbare dichte Teilmenge {\displaystyle S} von {\displaystyle C_{0}(X)} gegeben. Diese trennt Punkte von abgeschlossenen Mengen, denn für jeden Punkt {\displaystyle x} und jede abgeschlossene Menge {\displaystyle A\not \ni x} existiert eine {\displaystyle C_{0}}-Funktion, die auf {\displaystyle A} den Wert 0 und bei {\displaystyle x} den Wert 1 annimmt, also auch eine Funktion in {\displaystyle S}, die auf {\displaystyle A} betragsmäßig kleiner als {\displaystyle \textstyle {\frac {1}{2}}} und bei {\displaystyle x} betragsmäßig größer als {\displaystyle \textstyle {\frac {1}{2}}} ist. {\displaystyle X} trägt somit die Initialtopologie bezüglich {\displaystyle S}. Eine abzählbare Subbasis und damit eine abzählbare Basis ergeben sich aus den Urbildern bezüglich der Funktionen in {\displaystyle S} einer abzählbaren Basis in {\displaystyle \mathbb {K} }.

## Dualraum
Nach einer Variante des Darstellungssatzes von Riesz-Markow entsprechen die positiven (linearen) Funktionale auf dem Raum {\displaystyle C_{c}(X)} der stetigen Funktionen mit kompakten Träger genau dem Raum der regulären Maße, d. h. für jedes positive Funktional existiert ein reguläres Maß {\displaystyle \mu }, sodass das Funktional nichts anderes als die Abbildung {\displaystyle f\mapsto \textstyle \int f\mathrm {d} \mu } ist. Ein solches Funktional lässt sich genau dann zu einem stetigen Funktional auf {\displaystyle C_{0}(X)} fortsetzen, wenn es selbst stetig, das heißt beschränkt ist, denn {\displaystyle C_{0}(X)} ist die Vervollständigung von {\displaystyle C_{c}(X)} und die Fortsetzbarkeit ergibt sich direkt aus der universellen Eigenschaft der Vervollständigung. Diese Fortsetzung ist eindeutig. Umgekehrt lässt sich natürlich jedes positive stetige Funktional auf {\displaystyle C_{0}(X)} zu einem auf {\displaystyle C_{c}(X)} einschränken. Die positiven stetigen Funktionale auf {\displaystyle C_{0}(X)} entsprechen somit genau den regulären, endlichen Maßen auf {\displaystyle X}. Jedes Element des Dualraums {\displaystyle C_{0}(X)^{\prime }}, d. h. jedes stetige Funktional auf {\displaystyle C_{0}(X)}, lässt sich als Differenz zweier positiver stetiger Funktionale (im komplexen Fall kommen positive und negative komplexe Komponenten hinzu) darstellen. Diese entsprechen endlichen regulären Maßen, die sich mittels der Hahn-Jordan-Zerlegung wiederum zu einem signierten Maß (bzw. im komplexen Fall komplexen Maß) zusammensetzen lassen. Der Dualraum {\displaystyle C_{0}(X)^{\prime }} entspricht damit genau den regulären, endlichen signierten bzw. komplexen Maßen. Genauer: Stattet man diese Maße mit der Variationsnorm aus (für positive Maße ist das gerade das Maß des gesamten Raumes), bilden sie einen Banachraum, der isomorph zu {\displaystyle C_{0}(X)^{\prime }} ist mittels des Isomorphismus, der jedem regulären, endlichen signierten bzw. komplexen Maß {\displaystyle \mu } das Funktional {\displaystyle f\mapsto \textstyle \int f\mathrm {d} \mu } zuordnet.